# Emílio Sumbelelo
Emílio Sumbelelo (Cubal, 5 marzo 1964) è un vescovo cattolico angolano, dal 31 gennaio 2019 vescovo di Viana.

## Biografia
Emílio Sumbelelo è nato il 5 marzo 1964 a Cubal, provincia e diocesi di Nova Lisboa (oggi nella diocesi di Benguela), nella parte centro-occidentale dell'allora Africa Occidentale Portoghese (oggi Repubblica di Angola).

### Formazione e ministero sacerdotale
Dopo aver terminato l'istruzione primaria e quella secondaria, sentendo maturare la vocazione al sacerdozio, si è iscritto prima al seminario di Benguela per poi passare a quello di Huambo, dove ha conseguito gli studi in filosofia e teologia. Al termine del percorso, ha ricevuto l'ordinazione sacerdotale il 4 agosto 1991, ventisettenne, incardinandosi come presbitero della diocesi di Benguela.
Poco dopo l'ordinazione ha cominciato il ministero pastorale come vicario parrocchiale e responsabile della scuola dei catechisti per un biennio. Nel 1993 si è trasferito a Roma, in Italia, dove ha frequentato la Pontificia Università Urbaniana ed ha conseguito la licenza in diritto canonico dopo due anni di studio. È rientrato in patria il 15 ottobre 1995 ed il 12 novembre successivo gli è stato affidato l'incarico di parroco della parrocchia Santa Cruz do Lobito a Benguela, ricoperto fino al 1999, ed in seguito anche quello di professore di diritto canonico presso il seminario maggiore di teologia del Buon Pastore nella stessa città.
Al contempo, gli sono stati affidati numerosi uffici in ambito diocesano: dal 1996 è stato vicario giudiziale del Tribunale ecclesiastico diocesano, membro del Collegio dei consultori, presidente del Comitato di evangelizzazione e catechesi e del Comitato giustizia e pace, collaboratore dell'associazione dei fratelli religiosi diocesani, direttore della Scuola di catechisti – evangelisti "São Pedro Canísio"; inoltre dal 18 agosto 2002 è stato anche assistente ecclesiastico dell'Associazione dei giuristi cattolici diocesani.
Nel 2004 è tornato nuovamente a studiare presso la Pontificia Università Urbaniana a Roma, dove ha conseguito il dottorato in diritto canonico il 30 marzo 2006, ed il 15 novembre successivo è rientrato in diocesi, dove è rimasto fino alla promozione all'episcopato.

### Ministero episcopale

#### Coadiutore e vescovo di Uije
Il 1º dicembre 2006 papa Benedetto XVI lo ha nominato, quarantaduenne, vescovo coadiutore di Uije. Ha ricevuto la consacrazione episcopale il 25 febbraio 2007, nella cattedrale di Nostra Signora di Fátima a Benguela, per imposizione delle mani di Oscar Lino Lopes Fernandes Braga, vescovo di Benguela, assistito dai co-consacranti Giovanni Angelo Becciu, arcivescovo titolare di Roselle e nunzio apostolico in Angola e São Tomé e Príncipe nonché futuro cardinale, e José Francisco Moreira dos Santos, O.F.M.Cap., vescovo di Uije. Come suo motto episcopale ha scelto Imitar a Cristo amando servindo, che tradotto vuol dire "Imitiamo Cristo servendo amorevolmente".
Il 2 febbraio 2008, dopo l'accettazione della rinuncia per raggiunti limiti d'età del settantanovenne vescovo Moreira dos Santos, che aveva guidato la sede per ben quarantuno anni, è succeduto per coadiutoria come vescovo di Uije all'età di quarantatré anni.
Il 31 ottobre 2011 si è recato in Vaticano, assieme agli altri membri dell'episcopato angolano, per la visita ad limina apostolorum, allo scopo di discutere con il pontefice della situazione e dei problemi relativi alla sua diocesi.
Nel 2015 la Conferenza episcopale di Angola e São Tomé lo ha eletto per prendere parte alla XIV assemblea generale ordinaria del Sinodo dei vescovi, svoltasi nella Città del Vaticano dal 4 al 25 ottobre successivi, con tema La vocazione e la missione della famiglia nella Chiesa e nel mondo contemporaneo.

#### Vescovo di Viana
Il 31 gennaio 2019 papa Francesco lo ha nominato, cinquantaquattrenne, vescovo di Viana; è succeduto al sessantanovenne Joaquim Ferreira Lopes, O.F.M.Cap., dimissionario per motivi di salute e primo ordinario della sede. Ha preso possesso della diocesi durante una cerimonia svoltasi nella cattedrale di San Francesco a Viana il 28 aprile successivo.
Il 17 giugno dello stesso anno ha compiuto una seconda visita ad limina assieme a molti altri vescovi angolani.

## Genealogia episcopale e successione apostolica
La genealogia episcopale è:
- Cardinale Scipione Rebiba
- Cardinale Giulio Antonio Santori
- Cardinale Girolamo Bernerio, O.P.
- Arcivescovo Galeazzo Sanvitale
- Cardinale Ludovico Ludovisi
- Cardinale Luigi Caetani
- Cardinale Ulderico Carpegna
- Cardinale Paluzzo Paluzzi Altieri degli Albertoni
- Papa Benedetto XIII
- Papa Benedetto XIV
- Papa Clemente XIII
- Cardinale Bernardino Giraud
- Cardinale Alessandro Mattei
- Cardinale Pietro Francesco Galleffi
- Cardinale Filippo de Angelis
- Cardinale Amilcare Malagola
- Cardinale Giovanni Tacci Porcelli
- Cardinale Fernando Cento
- Arcivescovo Manuel Nunes Gabriel
- Vescovo Oscar Lino Lopes Fernandes Braga
- Vescovo Emílio Sumbelelo

La successione apostolica è:
- Arcivescovo Luzizila Kiala (2013)